# Mogi das Cruzes (tiểu vùng)
Mogi das Cruzes là một tiểu vùng thuộc bang São Paulo, Brasil. Tiều vùng này có diện tích 2062 km², dân số năm 2007 là 1128975 người.